# Consejo del Noreste (Singapur)

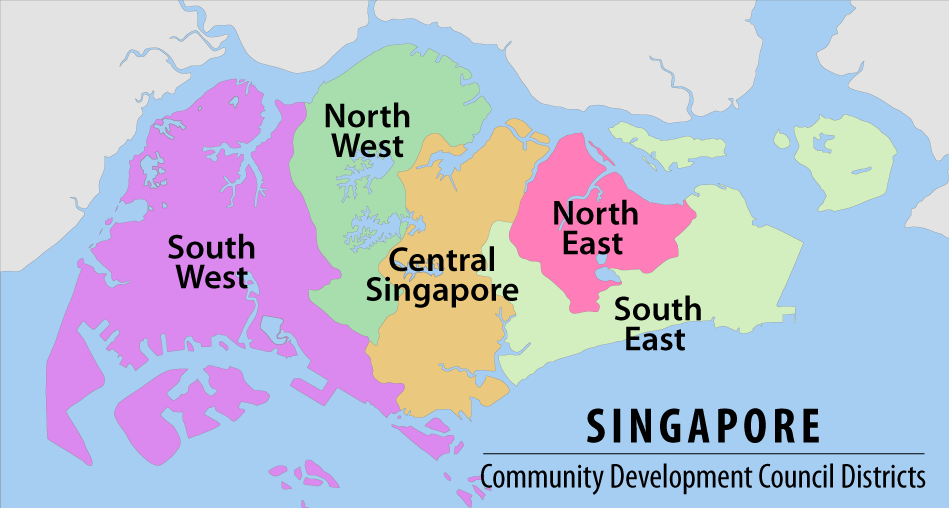
El consejo aparece nombrado como "North East" en el mapa.

El Consejo de Desarrollo Comunitario del Noreste (abreviatura: NE CDC) es uno de los cinco Consejos de Desarrollo Comunitario (CDC) de Singapur. Estos cumplen con la función de ser la organización territorial del país asiático y han sido creados en la República de Singapur con el objetivo de facilitar la administración local de los gobiernos de turno. Son financiados en parte por el Gobierno, aunque son libres de participar en actividades para recaudar fondos.

## Instituciones educacionales

### Escuela secundaria
- Nan Chiau High School
- Holy Innocents High School
- Xinmin Secondary School
- Bowen Secondary School
- Pei Hwa Secondary School

### Colegios junior
- Nanyang Junior College
- Serangoon Junior College
- Meridian Junior College

- Datos: Q3710534